# Guillem Roma
Guillem Roma i Tort (Manlleu, Barcelona; 9 de julio de 1984) es un músico, compositor, realizador y director de videoclips español en lengua catalana y castellana.

## Trayectoria artística
A los 6 años Roma se inició en sus estudios de piano, aprendió a tocar el saxo y la guitarra mientras estudiaba Comunicación Audiovisual en la UAB. Se estrena musicalmente con Secret Place (Alfònix, 2007) y acto seguido se fue a Cuba para estudiar cine (documental y guion) y para expandir su técnica musical que influirá en sus canciones posteriores, más tarde estuvo 3 años en México, país del que beberá conociendo su tradición musical. Posteriormente publicará los discos Oxitocina y Nòmades.
En 2017 llega su disco Connexions, temas vitalistas y también críticos que hablan de la conexión con nosotros mismos y con quienes nos rodean, en este trabajo colabora con Joan Colomo, Judit Neddermann, Joan Garriga (La Troba Kung-Fú) y Alessio Arena. En 2019 en su disco La constant i la variable traerá una colección de temas con aires latinoamericanos, ritmos como la Bossa nova, la canción mexicana o el bolero además de sonidos mediterráneos.
En 2021 lanza su disco Kiribati, un disco en el que muestra su preocupación por el cambio climático y en que musicalmente mira a Latinoamérica. En 2023 publica, con temas en castellano y catalán, su disco Postureo real, un disco con un tono optimista con equilibrio entre la producción moderna y las melodías más clásicas, con las colaboraciones de Rita Payés y de Pedro Pastor. En 2024 canta en el espectáculo Jazz it up. Ritmos de moda en la España de los años 30 junto a la banda The Swing Godfathers, en el Auditorio de la UAM de Madrid.
En la primavera de 2024 su canción Imaginar incluida en su disco Postureo real protagoniza una campaña publicitaria de la compañía Telefónica en su centenario, el tema consigue gran popularidad en España.

## Videoclips y mundo audiovisual
Guillem Roma ha grabado sus propios videoclips durante su trayectoria. Entre sus producciones se encuentran: "Realidad Paralela", "La Contradicció", "Senyals", "Connexions", "El teu llit", "Oasis de Neón", "Dolphin's Song", "Dejarnos ir", " El Senyor", "La tendència natural", "Velho Mar" (en colaboración con Dansara), o "Foc". Además, el realizador catalán también ha dirigido videoclips de otros artistas como Gemma Humet, Blaumut, Alessio Arena, Jazmín, Pësh, Beth Rodergas o Irene Ferioli. Aparte de "Kiribati", algunas de las grabaciones destacadas por la dirección de Roma han sido "Roba estesa" (Guillem Roma, 2017), que se rodó en muchas localizaciones diferentes, generando así una variedad amplia en sus escenas; "Warriors" (Pësh, 2018), donde se filma el movimiento de la danza en relación con la música, haciendo especialmente uso del concepto de velocidad y del vídeo en marcha atrás en momentos concretos; "Dol" (Selma Bruna, 2019), que utiliza recursos como los primeros planos y la iluminación; "Agost" (Irene Ferioli, 2020); o "Maggio si' tú" (Alessio Arena y Giancarlo Arena, 2020).

## Discografía
- Secret Place (Afónix, 2007)
- Oxitocina (Autoeditado, 2012)
- Nòmades (Autoeditado, 2014)
- Connexions (Sulawesi Records, 2017)
- La constant i la variable (U98 Music, 2019)
- Kiribati (U98 Music, 2021)
- Postureo real (U98 Music, 2023)
- Platja tropical (EP digital de 6 temas - U98 Music, 2025) con la Cobla Marinada.